# Ruben Buriani
Ruben Buriani (ur. 16 marca 1955 w Portomaggiore) – włoski piłkarz, reprezentant kraju.

## Kariera klubowa
Buriani urodził się w Portomaggiore, a swoją przygodę z futbolem rozpoczął w 1973 w SPAL. Rok później przeniósł się do AC Monza. Na poziomie trzecioligowym odniósł wraz z Monzą sukces w postaci zdobycia mistrzostwa Serie C w sezonie 1975/76 (Grupa A) oraz Pucharu Serie C w sezonie 1974/75. Przez 3 lata gry w zespole I Biancorossi rozegrał 87 spotkań, w których strzelił 7 bramek. 
Po udanym na poziomie Serie B sezonie 1976/77 zasilił szeregi Milanu. Jako piłkarz Rossonerich dostał powołanie na Euro 1980. Z Milanem zdobył mistrzostwo Włoch w sezonie 1978/79. Po degradacji Milanu do Serie B, po zaledwie roku klub wygrał tę ligę i powrócił do Serie A. Także na arenie międzynarodowej Milan z Burianim w składzie odniósł sukces, zdobywając Puchar Mitropa w sezonie 1981/82. W sumie dla klubu zagrał 146 spotkań i strzelił 13 goli. 
W 1982 przeniósł się do Ceseny. W pierwszym sezonie w drużynie Ceseny zanotował spadek do Serie B. Po sezonie 1983/84 przeszedł do AS Romy. Kolejny sezon to występy w SSC Napoli u boku m.in. Diego Maradony. Karierę piłkarską zakończył w 1988 w swoim macierzystym klubie SPAL. 
| Sezon   | Klub       | Kraj   | Rozgrywki | Mecze | Bramki |
| ------- | ---------- | ------ | --------- | ----- | ------ |
| 1974/75 | AC Monza   | Włochy | Serie C   | 22    | 0      |
| 1975/76 | AC Monza   | Włochy | Serie C   | 33    | 4      |
| 1976/77 | AC Monza   | Włochy | Serie B   | 32    | 3      |
| 1977/78 | Milan      | Włochy | Serie A   | 26    | 3      |
| 1978/79 | Milan      | Włochy | Serie A   | 29    | 1      |
| 1979/80 | Milan      | Włochy | Serie A   | 30    | 1      |
| 1980/81 | Milan      | Włochy | Serie B   | 38    | 6      |
| 1981/82 | Milan      | Włochy | Serie A   | 23    | 2      |
| 1982/83 | Cesena FC  | Włochy | Serie A   | 28    | 3      |
| 1983/84 | Cesena FC  | Włochy | Serie B   | 38    | 2      |
| 1984/85 | AS Roma    | Włochy | Serie A   | 24    | 0      |
| 1985/86 | SSC Napoli | Włochy | Serie A   | 5     | 0      |
| 1986/87 | SPAL       | Włochy | Serie C   | 5     | 0      |
| 1987/88 | SPAL       | Włochy | Serie C   | 19    | 0      |

## Kariera reprezentacyjna
Buriani po raz pierwszy w reprezentacji Włoch zagrał 16 lutego 1980 w meczu przeciwko Rumunii, wygranym przez Włochów 2:1. 
Drugie i zarazem ostatnie spotkanie w narodowych barwach to mecz z Polską, rozegrany 19 kwietnia tego samego roku, zakończony remisem 2:2. Był w kadrze na Euro 1980 we Włoszech, jednak cały turniej przesiedział na ławce rezerwowych.
| Mecze i gole w reprezentacji | Mecze i gole w reprezentacji | Mecze i gole w reprezentacji | Mecze i gole w reprezentacji | Mecze i gole w reprezentacji | Mecze i gole w reprezentacji | Mecze i gole w reprezentacji |
| #                            | Data                         | Miasto                       | Przeciwnik                   | Gol                          | Wynik                        | Rozgrywki                    |
| ---------------------------- | ---------------------------- | ---------------------------- | ---------------------------- | ---------------------------- | ---------------------------- | ---------------------------- |
| 1.                           | 16.02.1980                   | Neapol                       | Rumunia                      |                              | 2:1                          | towarzyski                   |
| 2.                           | 19.04.1980                   | Turyn                        | Polska                       |                              | 2:2                          | towarzyski                   |

## Sukcesy
AC Monza
- Mistrzostwo Serie C (1): 1975/76 (Grupa A)
- Puchar Serie C (1): 1974/75

AC Milan
- Mistrzostwo Włoch (1): 1978/79
- Mistrzostwo Serie B (1): 1980/81
- Puchar Mitropa (1): 1981/82